# 3-Metil-2-butanol
3-Metil-2-butanol, também chamado de álcool sec-isoamílico é um dos isômeros do álcool amílico (pentanol). Ele é usado como solvente e como intermediário na produção de outros compostos.